# خودتنهاانگاری
خودتنهاانگاری (به انگلیسی: Solipsism) (از لاتین: solus=تنها و ipse=خود) فلسفه‌ای است مبنی بر اینکه «ذهن من تنها چیزی است که هر کسی کاملاً به وجود آن اعتقاد دارد». منطق نفس‌گرایی یک معرفت‌شناسی یا دیدگاه متافیزیکی دارد که تصریح می‌کند هرچیزی اعم از دانش، فراتر از ذهنیت بشر به هیچ عنوان قابل توجیه و ضمانت نیست. و بر این اساس، جهان‌های بیرونی و دیگر اذهان فهمیده نمی‌شوند یا اصلاً خلق ناشده قلمداد می‌گردند. در تاریخ فلسفه، نفس‌گرایی نظریه‌ای همیشه مشکوک و پر ابهام بوده‌است.

## تشریح
صرف نظر از هستی‌شناسی ماتریالیسم، این مکتب شرایط کافی برای قرار گرفتن در ردهٔ خودتنهاانگاری را ندارد. فلسفهٔ خودتنهاانگاری همواره از شناخت دیگر موجودیت‌ها سر باز می‌زند و شاخصه‌های هم‌ستیز در درون آن موجودیت‌های فراذهنی را منکر می‌شوند. کوالیا یا تجربهٔ شخصی در این مکتب رکن اساسی و عاری از اشتباه تصور می‌شود و همچنین تجربهٔ دیگران نیز توسط قیاس سنجیده و صحه‌گذاری می‌شود. فیلسوفان دائم سعی بر این داشته‌اند که فهمی فراتر از استنتاج و قیاس بسازند. ضعف فلسفی معرفت‌شناسی دکارت به همین امر باز می‌گردد زیرا این فهم غلط را ایجاد می‌کند که انتهای هر دانستنی ختم می‌شود به «می‌اندیشم، پس هستم» ((به انگلیسی: I think therefore I am)) (cogito ergo sum).
تئوری نفس‌پرستی شایستگی بررسی دقیق را نیز به دلیل ارتباط تنگاتنگی که با فلسفه‌های پیش‌انگاری دارد، دارا می‌باشد. فلسفه‌هایی که عموماً پذیرفته شده هستند:
1. دانش یک شخص، در برگیرنده ذهنیت اوست (افکار، تفکرات، تجربیات، تأثیرات و...)
2. هیچ مفهوم منطقی برای ارتباط ضروری بین ذهن و جسم وجود ندارد.
3. تجربیات منحصربه‌فرد شخصی همه در محیط شخصی و ذهنی فرد باقی می‌مانند و برای خود تداعی‌کنندهٔ مفاهیم خاص است و شاید برای دیگران خالی از مفهوم باشد .[۱]

## تاریخچه
جرجیاس

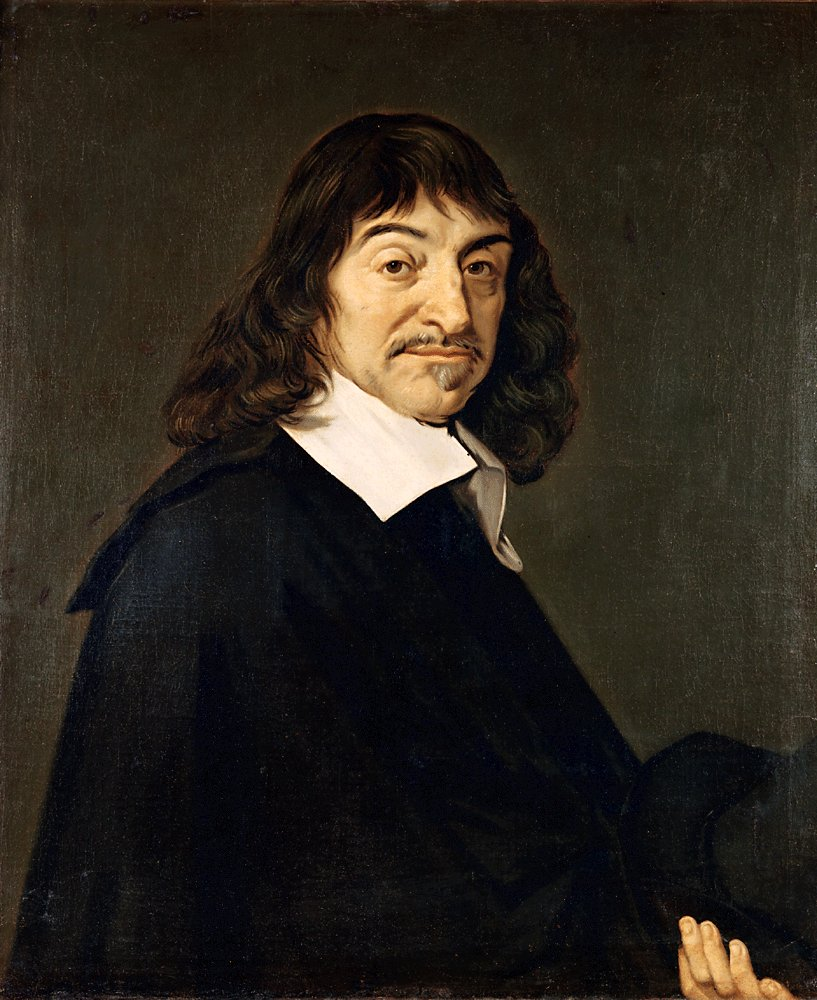
رنه دکارت - تصویر شده توسط فرانز هالس

اولین فیلسوف پیشاسقراطی بود که در این باره تفکر کرد، هرچند نقل قول‌هایی که از او موجود است کمی مشکوک به نظر می‌رسند ولی تعریف او برای نفس‌پرستی دارای سه جزء به شرح ذیل بوده‌است:
1. هیچ چیز وجود ندارد.
2. حتی اگر چیزی وجود داشته باشد، هیچ چیزی نمی‌تواند به ماهیت آن پی ببرد.
3. حتی اگر بتواند به ماهیت آن پی ببرد، باز هم دانشی که در اختیار آن شخص قرار می‌گیرد، قابلیت مبادله و فهماندن به دیگران را ندارد.

دکارت

مفهوم پایه‌ای نفس پرستی، در رابطه با فهمی است که افراد از دانستن و فهمیدن هر چیزی در رابطه با درونیات انسان (تفکر کردن، اراده کردن، درک کردن و...) حاصل می‌شود و این دانستن و فهمیدن آنجا به کار می‌آید که فرد توانایی درک درست آن با توجه به استنتاج و مثال آوری از تجربیات درونی که خود فرد برای فهمیدن محیط از آن‌ها استفاده می‌کند، را داشته باشد.

## انواع خودتنهاانگاری

### خودتنهاانگاری ماوراءالطبیعه (متافیزیک)
نفس‌گرایی ماوراءالطبیعه نوعی آرمانگرایی به این مضمون که «خود فردی» بیان شده در فلسفه خودتنهاانگاری تمام واقعیتی است که می‌تواند وجود داشته باشد و دیگر جهان‌ها یا دیگر افراد نمایندگانی اند از این «خود» که هیچ استقلالی برای موجودیت یافتن، پیدا نمی‌کند .

### شناخت‌شناسی خودتنهاانگاری
شناخت‌شناسی یا معرفت‌شناسی خودتنهاانگاری نمایی آرمانگرایانه است که تنها به ذهنیت فیلسوفان برای شناخت محیط‌های بیرونی اتکا می‌کند. فهمیدن موجودیت دنیاهای بیرونی براساس یک سؤال بی جواب یا یک فرضیه غیر لازم طبقه‌بندی می‌شود.

### روش‌شناسی خودتنهاانگاری
روش شناسی خودتنهاانگاری، نظریه‌ای معرفت شناختی است که اشاره می‌کند «خود فردی» و اظهاراتش نقطه شروع فلسفه بافی دربارهٔ خودتنهاانگاری بوده‌است (Wood صفحه ۲۹۵). روش‌شناسی خودتنهاانگاری در برگیرنده یا تأییدکننده صحت و سقم نظریه نفس‌گرایی نیست بلکه به دلایل غیرقابل انکار دربارهٔ آگاهی بشری می‌پردازد.

## روان‌شناسیو روان‌درمانی

### خودتنهاانگاری فلسفی به عنوان ابزاری در جهتپاتولوژی
فلسفه خودتنهاانگاری گاهی به عنوان یک فلسفهٔ شکست خورده یا بیش از حد تخیلی مطرح می‌شود (مانند کسانی همچون ریچارد پاپکین) و سپس این فلسفه زمینه‌ای مرتبط با شرایط روان‌شناسی آسیب‌شناسی شناخته می‌شود. ولی در عین حال پیروان این فلسفه معتقدند که خودتنهاانگاری نه شکست خورده، تخیلی و نه مربوط به پاتولوژی و آسیب‌شناسی است.

### سندروم در خودتنهاانگاری
سندروم خودتنهاانگاری (مریضی‌های ذهنی ایجاد شده) مربوط می‌شود به یک تجزیهٔ واضح ذهنی که بر اثر ارتباط برقرار نکردن ذهنی یک فرد با محیط حقیقی و دیگر اذهان پدید می‌آید. احساسی که در این مسیر پدید می‌آید و ناشی از جدا شدن از حقایق می‌باشد، باعث می‌شود فرد دیگر تأثیری از پاسخی که به سؤال «آیا عقل سلیم وجود دارد یا نه؟» می‌دهد، نداشته باشد.

### طفولیت در خودتنهاانگاری
روان‌شناسی تکاملی عقیده دارد که طفولیت یک دوره از خودتنهاانگاری است. یعنی نوزاد قادر به شناخت محیط بیرون از خود و برقراری ارتباط با حقایق پیرامون خود نمی‌باشد .

## نتیجه‌گیری
نتیجهٔ بحث‌شده دربارهٔ خودتنهاانگاری، به صورت واضح چند گزینه را مشخص می‌کند:
- خودتنهاانگاری مغایر با چیست؟ - نفس‌گرایی مغایر با بسیاری از قالب‌های واقع‌گرایی و آرمان‌گرایی است. تا آنجا که در مورد ذهنیت آرمان‌گرایانه ادعا می‌کنند که درک این موضع اصلاً در ذهنیت آرمان‌گرایان گنجیده نمی‌شود و آن‌ها قدرت درک آن را ندارند. واقع‌گرایان نیز وجود چنین تعبیرهایی را غیرعقلایی می‌دانند و می‌گویند که خودتنهاانگاری بیش از آنکه تجربی باشد، تئوری‌گونه و تخیلی است.